# Keen Software House
Keen Software House é uma companhia independente de desenvolvimento de vídeo game sediada em Praga, República Checa. A companhia foi fundada por Marek Rosa em 2010 como um time de voluntários e em 2011 foi transformada em companhia.

## Jogos
| Título             | Ano                 | Plataforma(s)     | Gênero             | Descrição |
| ------------------ | ------------------- | ----------------- | ------------------ | --- |
| Miner Wars Arena   | 2012                | Windows, OS X     | Jogo Arcade        | Jogo arcade de ação inspirado por Tunnelers.                                                                         |
| Miner Wars 2081    | 2012                | Windows, Xbox 360 | Simulador espacial | Jogo de ação6DOF action game.                                                                                        |
| Space Engineers    | 2013 (early access) | Windows, Xbox One | Jogo sandbox       | Um jogo sobre engenhar, construir e manter trabalhos espaciais                                                       |
| Medieval Engineers | 2015 (early access) | Windows           | Jogo sandbox       | Um jogo sobre engenhar, construir e manter trabalhos arquiteturais e equipamento mecânico usando tecnologia medieval |

### Miner Wars 2081
O primeiro grande projeto da Keen Software House foi Miner Wars 2081, que foi apresentado na Game Developers Conference em 2012. O jogo recebeu reviews mistos dos críticos. Apesar disso, Miner Wars foi um sucesso financeiro e também foi bem-recebido pelos jogadores.

### Space Engineers
O segundo projeto do estúdio, Space Engineers, é um jogo sandbox baseado em voxel que foi lançado no Steam Early Access em 23 de outubro de 2013, e apresenta ao jogador um mundo aberto na forma de campo de asteroides onde ele pode minerar recursos, construir naves e estações, brincar com a física, e muito mais. O jogo é um dos mais vendidos na plataforma de distribuição Steam, movendo oficialmente mais de 500mil cópias até 6 de maio de 2014. Space Engineers foi bem-recebido tanto por críticos quanto jogadores.

### Medieval Engineers
Em 13 de janeiro de 2015, Keen Software House anunciou seu terceiro título e o segundo de engenharia chamado Medieval Engineers. Também foi anunciado que o jogo estará disponível no Steam Early Access.

## VRAGE
A Keen Software House desenvolveu e utiliza um motor de vídeo game chamado VRAGE™. VRAGE significa “volumetric rage” e/ou “voxel rage”.